# Kazachstania hellenica
Kazachstania hellenica är en svampart som beskrevs av Nisiotou & Nychas 2008. Kazachstania hellenica ingår i släktet Kazachstania och familjen Saccharomycetaceae.   Inga underarter finns listade i Catalogue of Life.